# Converxencia XXI
Converxencia XXI (CXXI) é um partido político da Galiza, de ideologia galeguista, europeista e centro-liberal.
Tem como objetivo a defesa dos interesses coletivos da Galiza a fim de criar as melhores condições para o desenvolvimento individual dos seus cidadãos.

Foi registrado no Ministério do interior da Espanha em 4 de maio de 2009.. Como secretário geral foi eligido o tudense Carlos Vázquez Padín, no primeiro congresso nacional da formação, em 2 de Outubro de 2010. reeleito por unanimidade com uma nova comissão executiva no segundo congresso nacional em 24 de Setembro de 2011. 
O 3 de março de 2012 celebrou a sua I Conferencia Política em Santiago de Compostela 

## Eleções Municipais de Galiza 2011
Apresentaram-se pela primeira vez a umas eleições nas municipais de 2011, com quatro candidaturas em Corunha, Santiago de Compostela, Vigo e Tui, obtendo o seu primeiro representante institucional, o secretario geral do partido, Carlos Vázquez Padín que é concelheiro em Tui.

## Eleições às Cortes do Reino de Espanha 2011
Pela primeira vez na história da democracia em Espanha, alguns partidos são obrigados a apresentar um número mínimo de assinaturas só para poder participar nas eleições , até então a participação era livre. 
Converxencia XXI apressentou as assinaturas em forma de aval e ganhou o direito a participar em toda a Galiza  colheitando o melhor resultado eleitoral da sua história e conseguindo o 0,08 % dos votos válidos emitidos na Galiza.